# Santo António de Monforte
Santo António de Monforte é uma povoação portuguesa sede da Freguesia de Santo António de Monforte do Município de Chaves, freguesia com 11,78 km² de área e 397 habitantes (censo de 2021), tendo, por isso, uma densidade populacional de 33,7 hab./km².
A freguesia foi criada pelo decreto lei nº 43.447, de 29/12/1960, com lugares desanexados da freguesia de Águas Frias.

## Demografia
A população registada nos censos foi:
| Distribuição da População por Grupos Etários | Distribuição da População por Grupos Etários | Distribuição da População por Grupos Etários | Distribuição da População por Grupos Etários | Distribuição da População por Grupos Etários |
| -------------------------------------------- | -------------------------------------------- | -------------------------------------------- | -------------------------------------------- | -------------------------------------------- |
| Ano                                          | 0-14 Anos                                    | 15-24 Anos                                   | 25-64 Anos                                   | > 65 Anos                                    |
| 2001                                         | 86                                           | 62                                           | 267                                          | 94                                           |
| 2011                                         | 39                                           | 61                                           | 234                                          | 120                                          |
| 2021                                         | 26                                           | 26                                           | 199                                          | 146                                          |